# Jonathan Coy
Jonathan Coy, född 1953, Hammersmith, London är en brittisk skådespelare. Han är känd för sina många roller i TV-serier, film och teater, framför allt som Henry i den långvariga juridiska dramaserien Rumpole of the Bailey och som löjtnant Bracegirdle i TV-serien Hornblower. Han har även uppmärksammats för sin roll som George Murray, Lord Granthams advokat, i den hyllade dramaserien Downton Abbey.

## Biografi
Jonathan Coy föddes och växte upp i London. Han utbildade sig till skådespelare och har sedan dess haft en aktiv karriär som sträcker sig sedan mitten av 1970-talet till idag.

## Privatliv
Jonathan Coy var gift med skådespelerskan Louisa Rix från 1980 till 1990, och de har två barn tillsammans. Sedan 1998 är han gift med skådespelerskan Emma Amos, med vilken han har ett barn.

## Filmografi (i urval)

### Film
- 2001 – Konspirationen – Erich Neumann
- 2022 – Downton Abbey: En ny era – George Murray

### TV
- 2010 – Downton Abbey (TV-serie) – George Murray
- 2023 – Great Expectations (TV-serie) – Mansell